# Kartoffelkloß

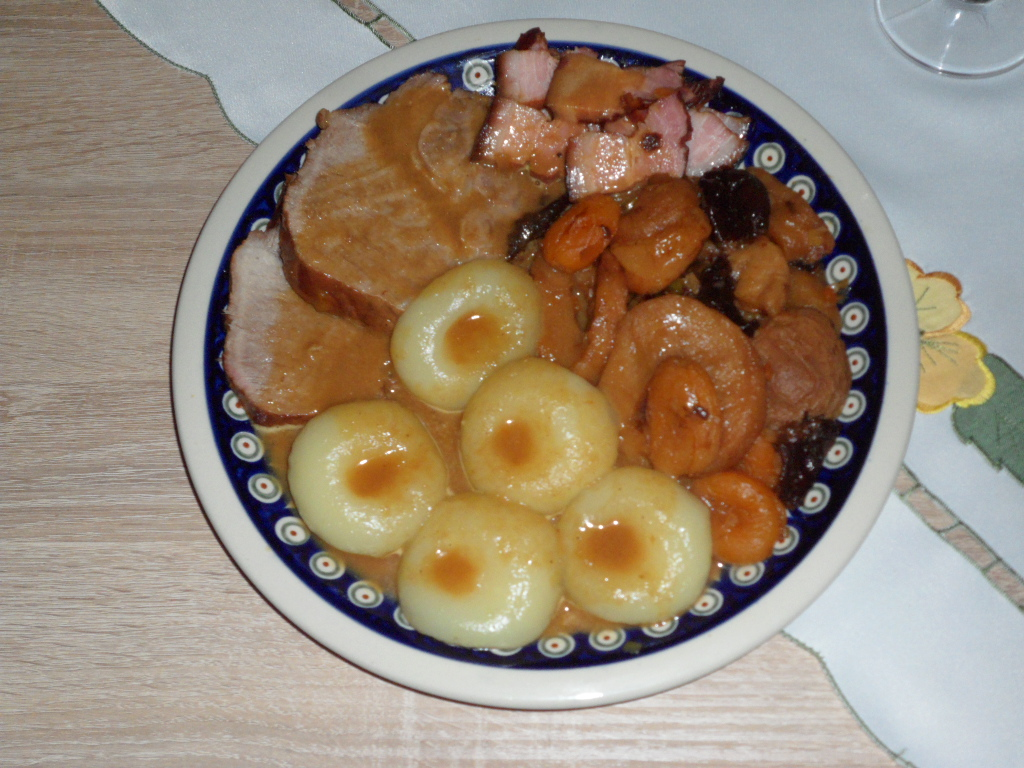
plato con los ingredientes típicos del Schlesisches Himmelreich.

Los Kartoffelklöße o Kartoffelknödel, en Bayern también Reiberknödel (de „reiben“ - rallar) y en Austria Erdäpfelknödel, son una variante de Klöße que se elaboran bien con papas cocidas (Schlesische Klöße de Silesia), o bien con papas crudas. En muchas recetas se mezclan las patatas crudas y cocidas en un puré de papas que se denomina Knödeln halb und halb. Los Thüringer Klöße son una variante, así como los Sonneberger Klöße. 

## Variantes
En la cocina austríaca se emplean las Erdäpfelknödel, y a veces se denominan como Waldviertlerknödel cuando se elaboran con papa cruda (hasta las tres terceras partes). Para aglutinar la masa se emplea frecuentemente harina y se les da forma con las manos. El tamaño final depende de los gustos o del plato que acompañará. Una especialidad de la cocina austriaca tiene los knödel con diferentes rellenos como son los: Fleischknödel, Grammelknödel.
En la cocina bávara y en la cocina austriaca se emplea a veces este tipo de knödel con un contenido dulce conocido como Obstknödel. Un ejemplo de esto se puede ver en los Marillenknödel o el Zwetschkenknödel. En la cocina sueca existen unas Kartoffelklöße rellenas de diferentes alimentos que se denominan Kroppkakor.